# Майсел Уйбо
Майсел Уйбо (ест. Maicel Uibo, нар. 27 лютого 1992) — естонський легкоатлет, який спеціалузіється в десятиборстві, призер світових першостей. Учасник Олімпійських ігор.
На світовій першості-2019 здобув «срібло» з новим особистим рекордом (8604).
Одружений з Шоною Міллер, олімпійською чемпіонкою з бігу на 400 метрів.